# Viliami Tupoulahi Mailefihi Tukuʻaho
Viliami Tupoulahi Mailefihi Tukuʻaho, książę Tuʻipelehake (ur. 17 czerwca 1957, zm. 14 czerwca 2014 w Haveluloto) – tongański polityk i działacz sportowy, członek rodziny królewskiej, były rugbysta.

## Edukacja
Urodził się w Pałacu królewskim w Nukuʻalofie. Był synem księcia Sione Ngu Manumataongo Uelingatoni i Melenaite Tupoumoheofo. Kształcił się w Tonga High School i Tupou College w rodzinnym mieście. Studiował początkowo na Queensland Agricultural College. Na Oxford University uzyskał certyfikat z zakresu stosunków międzynarodowych, zaś na University of Wales ukończył studia podyplomowe z zarządzania portami i łodziami.

## Kariera sportowa
Występował w reprezentacji narodowej w rugby. Podczas Igrzysk Pacyfiku w Suvie w 1979, gdzie zawodnicy Tonga zdobyli złoty medal, był kapitanem drużyny.

## Kariera polityczna i dworska
W latach 1979–1981 służył w tongijskiej armii. W latach 1980–1981 był urzędnikiem w Ministerstwie Spraw Zagranicznych. Pięć lat później został mianowany na dyrektora Departamentu Morskiego. Funkcję tę sprawował do 1992. 21 lipca 2006, po śmierci swojego starszego brata w wypadku samochodowym, otrzymał tytuł księcia Tuʻipelehake, natomiast 14 lipca 2008 godność Lorda Protektora Królewskich Regaliów. 30 kwietnia 2009 objął stanowisko ministra rolnictwa, rybołówstwa, żywności i lasów, którą pełnił do 2010 roku. Dwukrotnie zasiadał w parlamencie jako przedstawiciel szlachty z Tongatapu i Haʻapai.

## Życie prywatne
Był czterokrotnie żonaty. 5 stycznia 1983 poślubił Mele Vikatolia Faletau, najstarszą córkę ʻInoke Fotu Faletau i Maʻata ʻEvelini. Miał z tego małżeństwa dwoje dzieci. 13 kwietnia 1996 w San Francisco poślubił Ma'ata Mo'ungaloa, Miss Południowego Pacyfiku z 1996. Jego trzecią żoną została Margaret ʻEneʻio Tatafu of ʻAlaki Fonua, córka Taufa Tatafu i Lata ʻOkusi, a czwartą Fifita Holeva Tuʻihaʻangana.
Przeszedł amputację obu nóg i chorował na cukrzycę. Zmarł w Vaiola Hospital 14 czerwca 2014 roku, do którego został przyjęty dwa tygodnie wcześniej wskutek powikłań cukrzycowych. Został pochowany na ‘Atuli Cemetery w obecności rodziny królewskiej na czele z Tupou VI.

## Odznaczenia
- Order Korony Tonga (31 lipca 2008)
- Medal Koronacji Jerzego Tupou V
- Medal Srebrnego Jubileuszu Koronacji Taufaʻahau Tupou IV (4 lipca 1992)[7]